# Света Неделя (Батак)
Вижте пояснителната страница за други значения на Света Неделя.
„Света Неделя“ е българска православна църква, в град Батак, България.

## История на храма
Построена е през 1813 г. на мястото на Тодор Балинов (кмет на селото по това време), дарено от него специално за построяването на църквата. Построена за 75 дни с труда на батачани. Архитекти на сградата са костурските майстори, преселници в Брацигово, Марко Зисо и Петър Чомпъл. Храмът представлява кръстовидна куполна постройка, изградена изцяло от камък, с дъбови врати и обградена с високи каменни стени.
Сред духовниците, служили в този храм, се отличават Димитър Паунов (Попов), Илия Янков, Нейчо Паунов (Попов), Петър Попилиев, йеромонах Кирил (духовен баща на Васил Левски) и йеромонах Никифор. В църквата никога не се е служило на гръцки, а само на църковнославянски език, като проповедите били изнасяни на български.
Църквата е свързана с Априлското въстание. В хода на въстанието се оказва последната крепост на разбунтувалите се батачани, чийто яростен отпор довежда до Баташкото клане. В черквата са заклани и избити от турския башибозук около 2000 българи, жени, деца, старци.
След Освобождението през 1878 година „Света Неделя“ вече не се използва за богослужение; в нея са запазени костите на загиналите в Баташкото клане. През 1955 храмът е обявен за държавен музей а през 1977 – за национален исторически паметник на културата.